# Анте Будимир
Анте Будимир (хорв. Ante Budimir, нар. 22 липня 1991, Зениця) — хорватський футболіст, нападник «Осасуни» та національної збірної Хорватії.

## Клубна кар'єра
Народився 22 липня 1991 року в місті Зениця. Розпочав займатись футболом у юнацькій команді «Радник», поки в липні 2008 року не переїхав до Австрії, щоб потрапити в академію місцевого ЛАСКа (Лінц). Але Анте провів там лише кілька місяців і у жовтні повернувся до Хорватії, де грав за молодіжні команди «Сесвете» та «Гориця» (Велика Гориця).
У січні 2011 року він приєднався до «Інтера» (Запрешич), у складі якого дебютував 26 лютого 2011 року у матчі проти «Хайдука» (0:0), а 11 березня забив свій перший гол на дорослому рівні у матчі проти столичної «Локомотиви» (4:2). Загалом у своїй першій команді Будимир провів два з половиною сезони, взявши участь у 66 матчах чемпіонату.
У сезоні 2013/14 Будимир грав у складі «Локомотиви», після чого у серпні 2014 року Будимир за 900 тисяч євро приєднався до німецького клубу «Санкт-Паулі» з Другої Бундесліги, підписавши з ним чотирирічний контракт до 2018 року. Втім у Німеччині хорват заграти не зумів, не забивши за сезон жодного голу у чемпіонаті, лише одного разу відзначившись у Кубку, через що грав в тому числі за дубль у Регіоналлізі Північ.
1 вересня 2015 року Будимир був відданий в оренду італійському клубу «Кротоне» з Серії Б, де він провів один сезон. Його дебют відбувся 7 вересня 2015 року в грі проти «Кальярі» (0:4), Анте вийшов на 71-й хвилині замість П'єтро Де Джорджіо. У березні 2016 року «Кротоне» здійснила опцію покупки гравця за 1 мільйон євро. Будимир закінчив сезон, як найкращий бомбардир «Кротоне» з 16 м'ячами в 40 матчах Серії B.
5 липня 2016 року «Сампдорія» викупила Будимира за 1,8 мільйона євро, гравець уклав контракт до середини 2020 року. У складі генуезців Анте дебютував у Серії А 21 серпня 2016 року у матчі проти «Емполі» (1:0), втім основним гравцем не став, через що 5 липня 2017 року Будимир був відданий в оренду з зобов'язанням викупу назад до «Кротоне», який саме вийшов до Серії А. Там хорват забив 6 голів у 22 матчах, але не допоміг команді врятуватись від вильоту, провівши ще пів року у Серії В (3 голи в 19 іграх).
15 січня 2019 року він відправився в оренду в «Мальорку», якій допоміг вийти до Прімери, забивши один з голів у плей-оф Сегунди у ворота «Депортіво». Після цього 27 червня 2019 року його викупив іспанський клуб за 2,2 млн євро.
У Ла Лізі Будимир відзначився дублем 7 грудня 2019 року в гостях у матчі з діючим чемпіоном «Барселоною» (2:5), а загалом за сезон забив 13 голів у 35 матчах вищого чемпіонату Іспанії, ставши найкращим бомбардиром команди та восьмим у списку найкращих бомбардирів чемпіонату. Тим не менш його команда посіла передостаннє 19 місце і вилетіла назад до Сегунди. Станом на 24 червня 2019 року відіграв за клуб з Балеарських островів 50 матчів в національному чемпіонаті.

## Виступи за збірні
31 березня 2005 року Анте зіграв один матч у складі юнацької збірної Хорватії (U-15) проти збірної Баварії U-15.
2012 року залучався до складу молодіжної збірної Хорватії і зіграв у 2 матчах кваліфікації до молодіжного чемпіонату Європи 2013 року проти Грузії (1:1) та Іспанії (0:6).
| Дата       | Місто        | Господарі | Результат  | Гості    | Турнір                               | Голи | Примітки |
| ---------- | ------------ | --------- | ---------- | -------- | ------------------------------------ | ---- | -------- |
| 7-10-2020  | Санкт-Галлен | Швейцарія | 1 – 2      | Хорватія | товариський матч                     | -    | 57'      |
| 14-10-2020 | Загреб       | Хорватія  | 1 – 2      | Франція  | Ліга націй УЄФА 2020-2021 - 1-й етап | -    | 61'      |
| 11-11-2020 | Стамбул      | Туреччина | 3 – 3      | Хорватія | товариський матч                     | 1    | 66'      |
| 14-11-2020 | Стокгольм    | Швеція    | 2 – 1      | Хорватія | Ліга націй УЄФА 2020-2021 - 1-й етап | -    | 63'      |
| 24-3-2021  | Любляна      | Словенія  | 1 – 0      | Хорватія | Відбір до ЧС 2022                    | -    | 69' 76'  |
| 27-3-2021  | Рієка        | Хорватія  | 1 – 0      | Кіпр     | Відбір до ЧС 2022                    | -    | 57'      |
| 30-3-2021  | Рієка        | Хорватія  | 3 – 0      | Мальта   | Відбір до ЧС 2022                    | -    | 54'      |
| 28-6-2021  | Копенгаген   | Хорватія  | 3 – 5 д.ч. | Іспанія  | ЧЄ 2020 - 1/8 фіналу                 | -    | 79'      |
| 26-3-2022  | Ер-Райян     | Хорватія  | 1 – 1      | Словенія | товариський матч                     | -    | 25' 69'  |
| 29-3-2022  | Ер-Райян     | Хорватія  | 2 – 1      | Болгарія | товариський матч                     | -    | 60'      |
| 3-6-2022   | Осієк        | Хорватія  | 0 – 3      | Австрія  | Ліга націй УЄФА 2022-2023 - 1-й етап | -    | 58'      |
| 6-6-2022   | Спліт        | Хорватія  | 1 – 1      | Франція  | Ліга націй УЄФА 2022-2023 - 1-й етап | -    | 69'      |
| 10-6-2022  | Копенгаген   | Данія     | 0 – 1      | Хорватія | Ліга націй УЄФА 2022-2023 - 1-й етап | -    | 77' 86'  |
| 13-6-2022  | Сен-Дені     | Франція   | 0 – 1      | Хорватія | Ліга націй УЄФА 2022-2023 - 1-й етап | -    | 72'      |
| 25-9-2022  | Відень       | Австрія   | 1 – 3      | Хорватія | Ліга націй УЄФА 2022-2023 - 1-й етап | -    | 62'      |
| Усього     |              | Матчів    | 15         |          | Голів                                | 1    |          |

## Титули та досягнення
- Бронзовий призер чемпіонату світу: 2022